# Estrella (musikgrupp)
För det Svenska snacks-varumärket, se Estrella. För andra betydelser se Estrella (olika betydelser).
Estrella är en malaysisk musikgrupp.

## Karriär
Bandet bildades år 2006 av Ashraf, Syariful och sångerskan Liyana. De gjorde sitt första framträdande live i Kuala Lumpur i maj samma år. Ashraf lämnade senare bandet men Syariful och Liyana fortsatte som en duo och spelade främst akustisk musik. De fick med tiden ökad uppmärksamhet då de fortsatte göra framträdanden. I juni 2006 släppte de sin första singel "Take It Slow" som inkluderades på ett samlingsalbum med malaysisk musik. Låten användes därefter i TV-serien Impian Illyana. Nu hade bandet fått ganska bra exponering i media och inom den lokala musikscenen. Duon fick uppmärksamhet av skivbolaget Laguna Music som föreslog att ta in fler medlemmar i bandet. Därmed kom två nya personer in i bandet, Shamsul Idzwan och Jeffrey Little. De gjorde nu framträdanden som ett helt band och i början av år 2007 var de förband åt Seven Collar T-Shirt. Under resten av 2007 framträdde de med kända artister som Azmyl Yunor, Pete Teo och Shanon Shah. Den 28 december 2007 släpptes det självbetitlade debutalbumet Estrella som består av tio låtar. Från albumet kom singlarna "Ternyata" och "Stay".
Den mest framgångsrika låten blev "Stay" som framförs på engelska. Singelns officiella musikvideo hade fler än 600 000 visningar på Youtube i augusti 2012.

## Diskografi

### Album
- 2007 - Estrella

### Singlar
- 2006 - "Take It Slow"
- 2008 - "Ternyata"
- 2008 - "Stay"